# ناحیه بردی (شهرستان کالامازو، میشیگان)
ناحیه بردی (به انگلیسی: Brady Township) یک منطقهٔ مسکونی در ایالات متحده آمریکا است که در شهرستان کالامازو، میشیگان واقع شده‌است.
 ناحیه بردی ۹۳٫۹ کیلومتر مربع مساحت و ۴٬۲۴۸ نفر جمعیت دارد و ۲۶۰ متر بالاتر از سطح دریا واقع شده‌است.